# 태백레이싱파크
태백레이싱파크(영어: Taebaek Racing Park)는 강원특별자치도 태백시에 있는 서킷이다.